# Aron Winter
Aron Mohamed Winter (Paramaribo, Suriname, 1967. március 1. –) holland válogatott labdarúgó, edző. Tagja volt az 1988-ban Európa-bajnokságot nyert holland válogatottnak is.

## Sikerei, díjai

### Játékosként

#### Klub
- Ajax
  - Holland bajnok: 1989–90
  - Holland kupa: 1986–87
  - Kupagyőztesek Európa-kupája: 1986–87
  - UEFA-kupa: 1991–92
- Internazionale
  - UEFA-kupa: 1997–98

#### Válogatott
- Hollandia
  - Labdarúgó-Európa-bajnokság: 1988

### Edzőként
- Toronto FC
  - Kanadai kupagyőztes: 2011, 2012